# 酒业
酒业，也叫酒精工业，是一种商业工业，涉及到酒精饮料的制造、分销和销售。

## 批评
20世纪90年代，该行业一直受到批评，因为它转移了人们对饮酒相关问题的注意力。 酒业也被批评在减少酒精的危害方面没有帮助。
世界银行在对公共卫生问题和社会政策产生积极影响时，与酒业项目合作并对其进行投资。酒精行业资助的减少酒精危害的教育，实际上导致酒精危害的增加。因此，建议酒精行业不要参与酒精政策或教育项目。
在英国，新工党政府认为，与酒业合作以减少危害是最有效的战略。然而，与酒精有关的伤害和酒精滥用有所增加。酒精行业被指控夸大了酒精对健康的益处，而酒精被认为是一种对健康有潜在严重影响的潜在危险的娱乐性毒品。
由于乙醇被归类为一类致癌物，而且酒精没有安全剂量;酒精工业被认为是形成文明或生活方式疾病的主要因素之一。酒精行业一直在积极地误导公众关于酒精消费导致癌症的风险，除此之外，他们还发起运动废除要求酒精饮料必须贴有癌症警告标签的法律。